# Lernecopsis beto
Lernecopsis beto är en insektsart som beskrevs av De Mello 1995. Lernecopsis beto ingår i släktet Lernecopsis och familjen syrsor. Inga underarter finns listade i Catalogue of Life.